# Old Crow

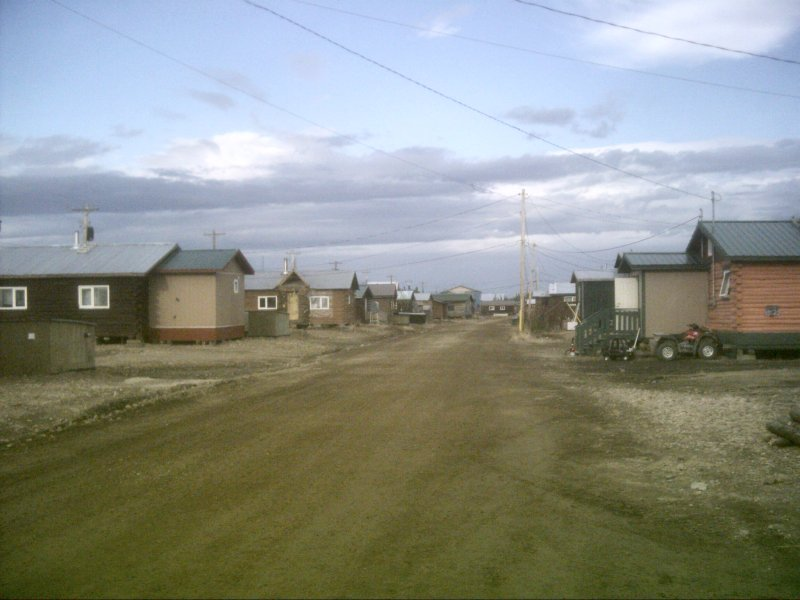
Old Crow

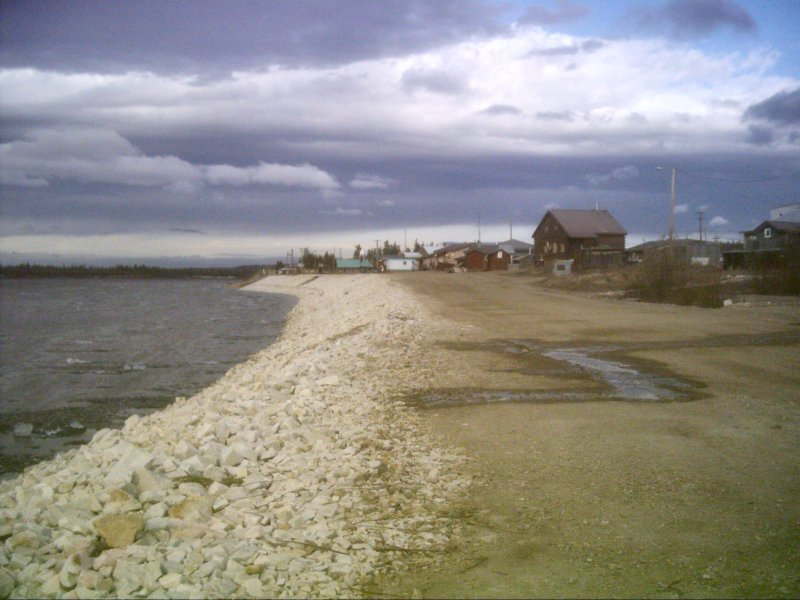
Bord de rivière à Old Crow

Old Crow (/ˈoʊldˌkɹoʊ/ ; en gwich’in : Teechin) est un village situé à 192 kilomètres au nord du Cercle polaire arctique, sur la Porcupine (rivière), à 770 kilomètres de Whitehorse, capitale du territoire du Yukon. Il s'agit du village le plus septentrional du Yukon. C'est la seule communauté du territoire à ne pas être desservie par la route ; l'approvisionnement est assuré par voie aérienne.

## Démographie
| 2001 | 2006 | 2011 | 2016 |
| ---- | ---- | ---- | ---- |
| 299  | 253  | 245  | 221  |

## Histoire
Selon des témoignages archéologiques, le site d'Old Crow serait également le lieu des plus anciens peuplements d'Amérique du Nord.
Le site de Old Crow a livré des os d'animaux qui avaient été travaillés par l'homme et qui furent datés au radiocarbone 14 dans une fourchette de dates se situant entre 29 100 et 25 750 av. J.-C..
À la suite d'une épidémie de variole en 1911, dans les années 1930 les membres de l'ancienne communauté gwich'in installée à New Rampart House se rendent au confluent de la rivière Porcupine et de la rivière Old Crow. 
La nouvelle communauté est fondée ; elle tire son nom de Walking Crow, chef vénéré mort dans les années 1870. À l'origine simple point de ralliement, elle est habitée régulièrement depuis les années 1950.

## Climat
| Mois                                  | jan.       | fév.       | mars       | avril      | mai       | juin      | jui.      | août      | sep.       | oct.      | nov.     | déc.       | année          |
| ------------------------------------- | ---------- | ---------- | ---------- | ---------- | --------- | --------- | --------- | --------- | ---------- | --------- | -------- | ---------- | -------------- |
| Température minimale moyenne (°C)     | −33,5      | −31,1      | −27,6      | −16,5      | −3        | 6,6       | 8,9       | 5,4       | −0,9       | −12,2     | −27,1    | −29,6      | −13,4          |
| Température moyenne (°C)              | −29,2      | −26,5      | −21,2      | −10,1      | 2,7       | 12,9      | 14,6      | 10,9      | 3,5        | −8,8      | −22,9    | −25,1      | −8,3           |
| Température maximale moyenne (°C)     | −25,2      | −21,7      | −14,8      | −3,7       | 8,4       | 19,1      | 20,2      | 16,2      | 7,9        | −5,3      | −19      | −20,7      | −3,2           |
| Record de froid (°C) date du record   | −59,4 1975 | −54,4 1955 | −48,3 1971 | −39,5 1986 | −28 1992  | −8,3 1969 | −2,5 1977 | −9,5 1996 | −22,5 1983 | −38 1996  | −47 1986 | −56,7 1975 | −59,4 5/1/1975 |
| Record de chaleur (°C) date du record | 2,5 1991   | 3 1996     | 6,7 1954   | 15,9 2009  | 28,1 2010 | 32,3 2004 | 32,4 1998 | 32,8 1976 | 23,9 1974  | 17,5 1988 | 6,1 1970 | 1,7 1973   | 32,8 30/8/1976 |
| Précipitations (mm)                   | 13,1       | 13,8       | 14,4       | 9,5        | 14,4      | 37,2      | 43,5      | 46,7      | 29         | 22,1      | 18,1     | 16,7       | 278,6          |
| dont neige (cm)                       | 15,5       | 16,4       | 16,6       | 9,7        | 6,6       | 2,8       | 0         | 1         | 9,3        | 23        | 21,6     | 18,9       | 141,4          |
| Nombre de jours avec précipitations   | 9,2        | 9,6        | 9,4        | 6,6        | 6,3       | 10,8      | 13,6      | 14,4      | 12,6       | 13,6      | 11,9     | 11,4       | 129,3          |
| Humidité relative (%)                 | 78,7       | 76,5       | 77         | 70,4       | 54,6      | 47        | 53,3      | 60,2      | 66,5       | 80,3      | 79,5     | 78,9       | 68,6           |
| Nombre de jours avec neige            | 10         | 9,9        | 9,5        | 6,2        | 3,1       | 0,8       | 0         | 0,4       | 3,9        | 13,2      | 12,6     | 11,8       | 81,5           |

| Diagramme climatique                                  |                |                |              |           |             |             |             |           |               |              |                |
| J                                                     | F              | M              | A            | M         | J           | J           | A           | S         | O             | N            | D              |
| −25,2−33,513,1                                        | −21,7−31,113,8 | −14,8−27,614,4 | −3,7−16,59,5 | 8,4−314,4 | 19,16,637,2 | 20,28,943,5 | 16,25,446,7 | 7,9−0,929 | −5,3−12,222,1 | −19−27,118,1 | −20,7−29,616,7 |
| Moyennes : • Temp. maxi et mini °C • Précipitation mm |                |                |              |           |             |             |             |           |               |              |                |

## Politique
Le village est dirigé par un chef et par un conseil. Le village a son service de la Gendarmerie royale du Canada (trois gendarmes se partageant entre des tâches d'intérêt général et l'application de l'ordre public). Il est possible d'y suivre une scolarité jusqu'au 9e niveau, selon un système équivalent à celui en vigueur en Colombie-Britannique. Le gwich'in, une langue athapascane septentrionale, y est encore enseigné. Un magasin assure l'approvisionnement de la population.

## Culture
Les habitants autochtones (90 % de la population) d'Old Crow parlent le gwich'in (langue de la famille athapascane). Traditionnellement proches de la nature, ils vivent essentiellement de chasse (caribou), de pêche et de piégeage (rat musqué). La vie communautaire est émaillée de festins où l'on déguste des plats traditionnels. Le violon et la danse du quadrille restent populaires.